# Троїцьке (Усть-Пристанський район)
Тро́їцьке (рос. Троицкое) — село у складі Усть-Пристанського району Алтайського краю, Росія. Адміністративний центр та єдиний населений пункт Троїцької сільської ради.

## Населення
Населення — 505 осіб (2010; 628 у 2002).
Національний склад (станом на 2002 рік):
- росіяни — 90 %